# Bernhard Kammel
Bernhard Kammel (* 28. září 1962 Vídeň) je rakouský filmový režisér, producent, kameraman a spisovatel.

## Život
Bernhard Kammel je vnukem architekta Leo Kammela. Od roku 1980 do roku 1995 studoval architekturu, teologii, lesní hospodářství, pracoval s četnými architekty a jako lesní hospodář. Začátkem 80. let zveřejnil povídky a reportáže v různých tiskových médiích. Již od roku 1979 fotografuje černo-bílé reportáže, od roku 1999 barevné portréty a velkoformátové narativní deskové obrazy. V roce 2004 začal tvořit rozšířené „statické portréty“ jako pohyblivé obrazy, které ukazují sled okamžiků dechu, stání a dívání. 2005 založil vlastní produkční společnost a od té doby pracuje s filmem. Kammel píše vlastní scénáře, zcela sám obsazuje všechny role a tvoří vizuální rovinu (scéna, kamera a montáž). Pro svůj film Noc pozdního léta však našel v Ljudmile Kusakové kongeniální jevištní výtvarnici. Kammel má silnou afinitu k ruskému filmu.
Bernhard Kammel žije od roku 1997 v Alpách.

## Filmografie
- "Dcera" (něm. „Die Tochter“) AT 2008, SRN/Maďarsko/Bulharsko 110 Min., čb, 35mm, drama, premiéra: 2. dubna 2008 ve Štýrském Hradci (Graz), Rakousko
- „Ночь на закате лета“, (Noc pozdního léta, něm. Eine Spätsommernacht), AT 2011, RU 82Min., C, 35mm, drama, premiéra: 1. července 2011 Moskva

### Účast na festivalech
- 20. Mezinárodní filmový festival St. Petersburg 2012
- 17. Vilnius International Film Festival
- 16. Sofia International Film Festival
- 4. Orenburg International Film Festival "East & West - Classic - Avantgarde", Cena: Sarmantský lev
- 33. Moscow International Film Festival 2011
- XVIII Mezinárodní Kinofórum "Zolotoy Vityaz" 2009, Zvláštní cena: „Za objevování nových způsobů ve filmovém umění“
- XIII Sofia International Film Festival 2009
- XVI Mezinárodní filmový festival festivalů St. Petersburg 2008
- Diagonale 2008 – 10. Festival rakouského filmu